# Миньцинь
Миньци́нь (кит. упр. 民勤, пиньинь Mínqín, буквально: «народное прилежание») — уезд городского округа Увэй провинции Ганьсу КНР.

## История
Во времена империи Цинь на этих землях обитали юэчжи. В 174 году до н. э. они были вытеснены сюнну. При империи Западная Хань во времена правления императора У-ди генерал Хо Цюйбин в 121 году до н. э. разгромил сюнну и присоединил эти места к империи Хань, и эти земли вошли в состав уездов Увэй (武威县) и Ивэй (宣威县).
После образования тангутского государства Западная Ся эти земли вошли в его состав. Западная Ся впоследствии была уничтожена монголами, а после свержения власти монголов и образования империи Мин китайские власти разместили в этих местах Чжэньфаньский караул (镇番卫).
При империи Цин в 1724 году был осуществлён переход от военных структур управления к гражданским, и вместо Чжэньфаньского караула был создан уезд Чжэньфань (镇番县). В 1928 году уезд Чжэньфань был переименован в Миньцинь.
В 1949 году был создан Специальный район Увэй (武威专区), и эти земли вошли в его состав. В октябре 1955 года Специальный район Цзюцюань (酒泉专区) и Специальный район Увэй были объединены в Специальный район Чжанъе (张掖专区), но в 1961 году Специальный район Увэй был воссоздан. В 1970 году Специальный район Увэй был переименован в Округ Увэй (武威地区).
Постановлением Госсовета КНР от 9 мая 2001 года были расформированы округ Увэй и городской уезд Увэй, и образован городской округ Увэй.

## Административное деление
Уезд делится на 14 посёлков и 4 волости.

## Экономика
В уезде выращивают саксаул и лекарственные растения.